# Tatosoma agrionata
Tatosoma agrionata är en fjärilsart som beskrevs av Walker 1862. Tatosoma agrionata ingår i släktet Tatosoma och familjen mätare. Inga underarter finns listade i Catalogue of Life.